# چیلومبا
چیلومبا (به لاتین: Chilumba) یک منطقهٔ مسکونی در مالاوی است که در بخش کارونگا واقع شده‌است. چیلومبا ۵٬۰۰۰ نفر جمعیت دارد و ۴۸۷ متر بالاتر از سطح دریا واقع شده‌است.